# Arixi
Arixi (AFI: /aˈɾiʒi/) è un piccolo centro agricolo e pastorale della Trexenta situato nella parte centro-meridionale della Sardegna nella Città metropolitana di Cagliari che conta 405 abitanti. È una delle due frazioni di Senorbì, da cui dista circa 2,69 km. La patrona del paese è la Beata Vergine Assunta, compatrona con Santa Lucia.

## Storia
Arixi in periodo medievale veniva chiamato Arìxi Piccìa e confinava con Arìxi Magno, un piccolo paese (ora raso al suolo) attorno alle pendici della chiesetta di Santa Lucia. 
Appartenne al Giudicato di Cagliari e fece parte della curatoria della Trexenta. Alla caduta del giudicato (1258) il territorio passò per breve tempo al giudicato di Arborea; il giudice Mariano II nel 1295 lasciò in eredità i territori dell'ex giudicato di Cagliari alla repubblica di Pisa, feudo dei Visconti. Nel 1324 il paese passò agli aragonesi insieme a tutti i centri delle ex curatorie di Trexenta e di Gippi; nel 1421 il villaggio, con tutti gli altri paesi della ex curatoria della Trexenta, fu dato in amministrazione a Giacomo de Besora che nel 1434 ne ottenne la concessione feudale. Nel 1497 il paese fu unito alla contea di Villasor, feudo di Giacomo de Alagón. Nel 1594 la contea fu trasformata in marchesato. 
Nel 1703 il feudo venne donato da Artale de Alagón alla figlia Isabella sposata con Giuseppe da Silva. Ai Da Silva - Alagon fu riscattato nel 1839 con l'abolizione del sistema feudale.
Nel 1927 il comune venne soppresso ed aggregato al comune di Senorbì, di cui è tuttora frazione.

## Monumenti e luoghi d'interesse
Nel paese si trovano diverse chiese costruite intorno al XII secolo: Sant'Antonio, situata in una parte del centro storico, San Sebastiano, intorno alla quale si estende il cimitero, San Benedetto, ora distrutta, che ha dato il nome alla zona nella quale si ergeva, sempre vicino al cimitero, la Beata Vergine Assunta, chiesa parrocchiale attuale, Santa Lucia (compatrona del paese) e, infine, le chiese di San Saturnino (ridotta a rudere a est di Santa Lucia) e di San Nicolò (di cui non si hanno fonti).

## Cultura

### Festa di santa Lucia
La principale festa di Arixi è quella in onore della protettrice del paese, santa Lucia.
Si svolge sia d'estate, la prima domenica di luglio, sia d'inverno il 13 dicembre, ma è solo in questa giornata che viene resa l'importanza di questa festa.
Si tiene presso l'omonima chiesetta campestre poco al di fuori del paese, sul colle di Santa Lucia. Questa festa è molto sentita dagli abitanti stessi, ma partecipano anche numerosi fedeli che giungono dalle zone del Parteòlla, del Sarcidano, del Campidano e Gerrei. La chiesetta è stata costruita nel 1121 da Mariano Mellu dedicata a santa Lucia.
Oltre ad essere un momento di preghiera, è anche un'occasione per allestire un mercatino di bancarelle in cui si possono comprare oggetti tipici dell'artigianato locale in ferro battuto, rame e legno, ma anche dolci e altri prodotti.
Nella piazza della chiesetta, per pranzo, vengono arrostiti maialetti, agnelli, pesci e anguille, accompagnati da vino di produzione locale. Inoltre la sera dell'undici dicembre, la Confraternita della Madonna del Rosario di Arixi, prepara una cena tradizionale a base di prodotti tipici locali.